# Fibraurea
Fibraurea es un género con diez especies de plantas de flores de la familia Menispermaceae. Nativo del sudeste de Asia. 

## Especies seleccionadas
- Fibraurea chloroleuca
- Fibraurea elliptica
- Fibraurea fasciculata
- Fibraurea haematocarpus
- Fibraurea laxa
- Fibraurea manipurensis
- Fibraurea recisa
- Fibraurea tinctoria
- Fibraurea tinosporoides
- Fibraurea trotteri

- Datos: Q521885
- Especies: Fibraurea